# Fridolfing
Fridolfing – miejscowość i gmina w południowo-wschodnich Niemczech, w kraju związkowym Bawaria, w rejencji Górna Bawaria, w regionie Südostoberbayern, w powiecie Traunstein. Leży około 20 km na północny wschód od Traunsteinu, przy granicy z Austrią i drodze B20.

## Demografia
| Rok  | Liczba mieszk. |
| ---- | -------------- |
| 1970 | 3 147          |
| 1987 | 3 326          |
| 2000 | 4 007          |
| 2005 | 4 148          |

### Struktura wiekowa
Dane o ludności z 31 grudnia 2008:
| Opis                                | Ogółem | Ogółem | Kobiety | Kobiety | Mężczyźni | Mężczyźni |
| ----------------------------------- | ------ | ------ | ------- | ------- | --------- | --------- |
| Jednostka                           | osób   | %      | osób    | %       | osób      | %         |
| Populacja                           | 4112   | 100    | 2054    | 49,95   | 2058      | 50,05     |
| Wiek przedprodukcyjny (0–17 lat)    | 827    | 20,11  | 410     | 9,97    | 417       | 10,14     |
| Wiek produkcyjny (18–65 lat)        | 2567   | 62,43  | 1246    | 30,3    | 1321      | 32,13     |
| Wiek poprodukcyjny (powyżej 65 lat) | 718    | 17,46  | 398     | 9,68    | 320       | 7,78      |

## Polityka
Wójtem gminy jest Johann Schild z SPD, rada gminy składa się z 16 osób.
|      | CSU | SPD | FWG | ÖL/Zieloni | Razem |
| 2008 | 5   | 6   | 4   | 1          | 16    |
| 2002 | 7   | 5   | 3   | 1          | 16    |